# Agnibilékrou
Agnibilékrou este o comună din regiunea Indenié-Djuablin, Coasta de Fildeș.